# John Hoyt
John Hoyt (Bronxville, 5 de outubro de 1905 – Santa Cruz, Califórnia, 15 de setembro de 1991) foi um ator americano.  Ele começou sua carreira de ator na Broadway, mais tarde aparecendo em vários filmes e séries de televisão. Ele é talvez mais conhecido por seus papéis no cinema e na TV em The Lawless (1950), When Worlds Collide (1951), Julius Caesar (1953), Blackboard Jungle (1955), Spartacus (1960), Cleopatra (1963), Flash Gordon (1974) e Gimme a Break!.

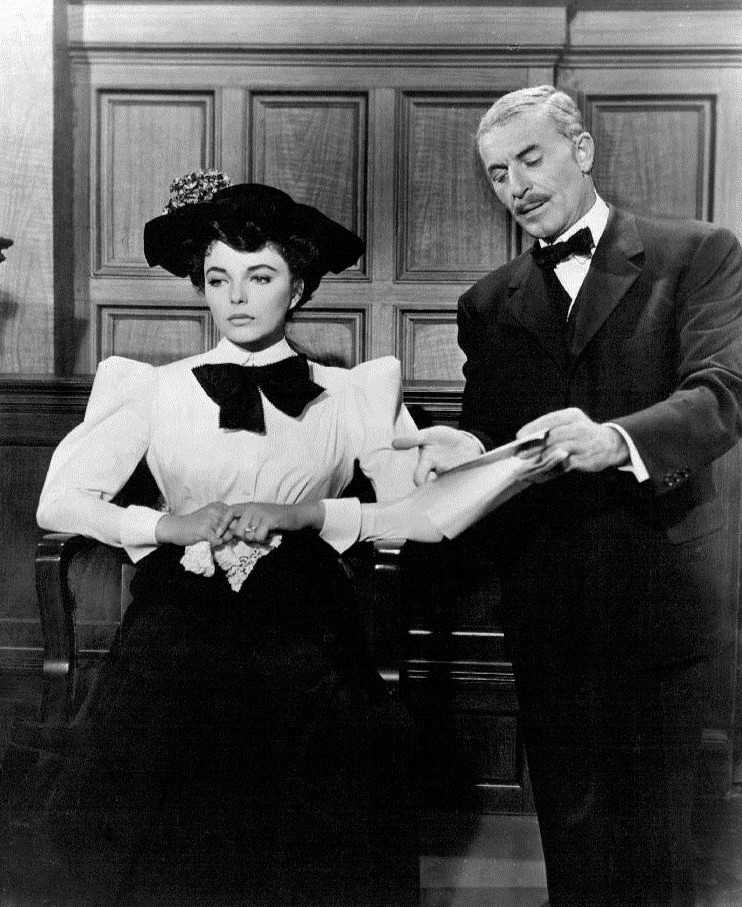
John Hoyt ao lado de Joan Collins no filme The Girl in the Red Velvet Swing de 1955

## Filmografia completa
- O.S.S. (1946) como Col. Paul Meister
- My Favorite Brunette (1947) como Dr. Lundau
- The Unfaithful (1947) como Det. Lt. Reynolds
- Brute Force (1947) como Spencer
- To the Ends of the Earth (1948) como George C. Shannon
- Winter Meeting (1948) como Stacy Grant
- Sealed Verdict (1948) como Gen. Otto Steigmann
- The Decision of Christopher Blake (1948) como Mr. Caldwell
- The Bribe (1949) como Gibbs
- The Lady Gambles (1949) como Dr. Rojac
- The Great Dan Patch (1949) como Ben Lathrop
- Trapped (1949) como John Downey
- Everybody Does It (1949) como Wilkins
- The Marionette Mystery (1950)
- Outside the Wall (1950) como Jack Bernard
- The Lawless (1950) como Ed Ferguson
- The Company She Keeps (1951) como Judge Kendall
- Inside Straight (1951) como Flutey Johnson
- Quebec (1951) como Father Antoine
- New Mexico (1951) como Sergeant Harrison
- Lost Continent (1951) como Michael Rostov
- The Desert Fox: The Story of Rommel (1951) como Field Marshal Wilhelm Keitel (não creditado)
- When Worlds Collide (1951) como Sydney Stanton
- Loan Shark (1952) como Vince Phillips
- Androcles and the Lion (1952) como Cato
- The Black Castle (1952) como Count Steiken
- Julius Caesar (1953) como Decius Brutus
- Sins of Jezebel (1953) como Elijah / Narrator
- Casanova's Big Night (1954) como Maggiorin
- The Student Prince (1954) como Prime Minister
- Désirée (1954) como Talleyrand
- For the Defense (1954)
- The Big Combo (1955) como Nils Dreyer
- Blackboard Jungle (1955) como Mr. Warneke
- The Purple Mask (1955) como Rochet
- Moonfleet (1955) como Magistrate Maskew
- The Girl in the Red Velvet Swing (1955) como William Travers Jerome
- Trial (1955) como Ralph Castillo
- Alarm (1956)
- The Conqueror (1956) como Shaman
- Forever, Darling (1956) como Bill Finlay
- Mohawk (1956) como Butler
- The Come On (1956) como Harold King, alias Harley Kendrick
- Wetbacks (1956) como Steve Bodine
- Death of a Scoundrel (1956) como Mr. O'Hara
- Sierra Stranger (1957) como Sheriff
- God Is My Partner (1957) como Gordon Palmer
- Baby Face Nelson (1957) como Samuel F. Parker
- The Beast of Budapest (1958) como Prof. Ernst Tolnai
- Attack of the Puppet People (1958) como Mr. Franz
- The Ten Commandments (1959)
- Riot in Juvenile Prison (1959)
- Curse of the Undead (1959) como Dr. John Carter
- Never So Few (1959) como Col. Reed
- Spartacus (1960) como Caius
- Merrill's Marauders (1962) como Gen. Joseph Stilwell
- The Virginian (1963 episode "To Make This Place Remember") como Judge Harper
- Boston Terrier (1963)
- Cleopatra (1963) como Cassius
- X: The Man with the X-ray Eyes (1963) como Dr. Willard Benson
- The Glass Cage (1964) como Lt. Max Westerman
- The Time Travelers (1964) como Varno
- Two on a Guillotine (1965) como Attorney Carl Vickers
- Memorandum for a Spy (1965)
- Young Dillinger (1965) como Dr. Wilson
- Operation C.I.A. (1965) como Wells
- Gunpoint (1966) como Mayor Osborne
- Duel at Diablo (1966) como Chata
- T.H.E. Cat (1967 episode "The Blood-Red Night") como Carver Parmiter
- Winchester 73 (1967)
- Panic in the City (1968) como Dr. Milton Becker
- Hogan's Heroes (1969) como General Von Behler
- The Intruders (1970)
- Welcome Home, Johnny Bristol (1972)
- Flesh Gordon (1974) como Professor Gordon
- The Winds of Kitty Hawk (1978) como Professor Samuel Langley
- In Search of Historic Jesus (1979 documentary) como Synagogue Man #1
- A Great Ride (1979)
- Nero Wolfe (1979)
- The Forty Days of Musa Dagh (1982) como General Waggenheim
- Desperately Seeking Susan (1985) como Space Commander
- Alvin Goes Back to School (1986) como Mr. Quickstudy